# Andy Dalton (rugby à XV)
Pour les articles homonymes, voir Andy Dalton.

a Compétitions nationales et continentales officielles uniquement.

b Matchs officiels uniquement.
Andy Dalton (Andrew Grant Dalton), né le 16 novembre 1951 à Dunedin, est un joueur de rugby à XV néo-zélandais, évoluant au poste de talonneur. Il est international à 35 reprises entre 1977 et 1985, inscrivant douze points. 

## Biographie
De 1976 à 1982, Dalton représenta l’île du Nord. En 1977 il fut sélectionné avec les All-Blacks pour une tournée en France, ce qui lui permit de disputer son premier test match et de le gagner.
En 1978 il joua trois fois contre l'Australie et une fois contre les quatre équipes nationales britanniques, finalement une défaite et six victoires.
En 1979, il rencontra deux fois la France (une victoire et une défaite) puis battit l'Australie et l'Écosse.
Il prit le capitanat des All Blacks à six reprises en 1981, puis de nouveau en 1983 après la retraite de Graham Mourie. Son bilan fut globalement positif contre les Springboks  d'Afrique du Sud (deux victoires et une défaite), les Lions britanniques, avec quatre victoires, l'Australie, huit victoires et trois défaites et la France, six victoires et une défaite.
Il était capitaine des All Blacks lors de la coupe du monde 1987 mais ne joua pas à cause d'une blessure. Il mit fin à sa carrière de joueur après cette coupe du monde.

## Palmarès
Andy Dalton compte 35 sélections avec les All-Blacks, entre le 19 novembre 1977 contre la France et le 29 juin 1985 contre l'Australie. Il inscrit trois essais, pour un total de douze points.
Il occupe le rôle de capitaine à dix-sept reprises, entre 1981 et 1985.
Andy Dalton dispute 23 autres matchs avec les All Blacks, pour un total de 58 rencontres et seize points.